# Valgioie
Valgioie é uma comuna italiana da região do Piemonte, província de Turim, com cerca de 709 habitantes. Estende-se por uma área de 9 km², tendo uma densidade populacional de 79 hab/km². Faz fronteira com Sant'Ambrogio di Torino, Chiusa di San Michele, Avigliana, Coazze, Giaveno.

## Demografia
| Variação demográfica do município entre 1861 e 2011                               |
|                                                                                   |
| Fonte: Istituto Nazionale di Statistica (ISTAT) - Elaboração gráfica da Wikipedia |